# Brauerei Zoller-Hof Graf-Fleischhut
Die Brauerei Zoller-Hof Graf-Fleischhut GmbH & Co. KG ist eine privatgeführte Brauerei aus Sigmaringen, in der Biere und andere Getränke produziert werden.

## Geschichte

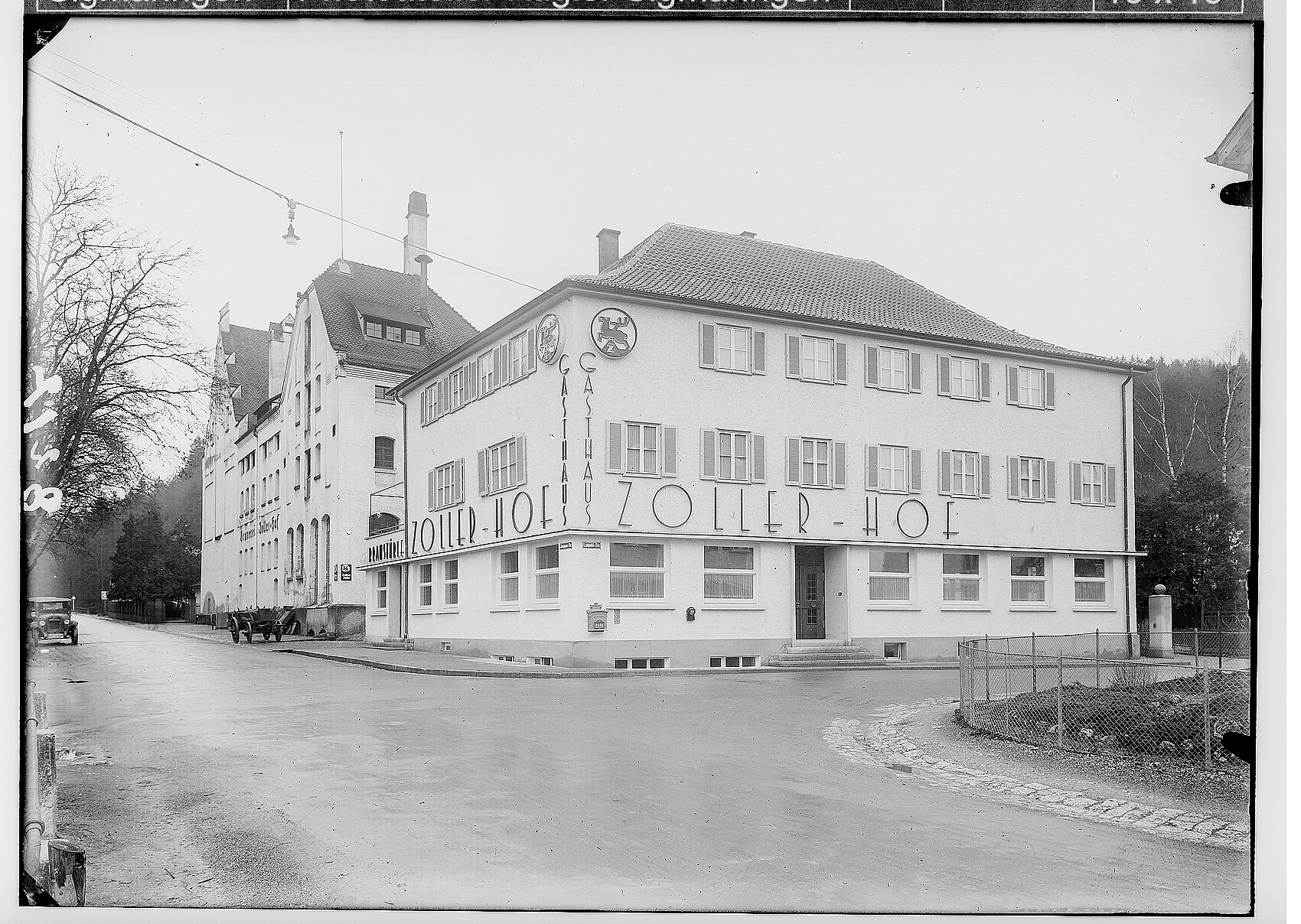
Brauerei Zoller-Hof in den 1930er-Jahren

Die Brauerei wurde von Carl Fidelis Graf 1845 vor den Stadtmauern Sigmaringens gegründet. Aufgrund der günstigen Lage war es möglich, gute Kontakte zu dem fürstlichen Haus Hohenzollern aufzubauen. Sein Sohn Hermann Graf führte in den 1890er Jahren das elektrische Licht in der Brauerei ein. Dessen Sohn Paul Graf baute eine neue Brauerei. Bis heute ist dieses Gebäude der Kern der Brauerei. Er investierte in Kompressionskältemaschinen und veränderte damit die Bierherstellung, indem er auf geschlagenes Eis verzichtete und so eine ganzjährige Kühlung stattfinden konnte.
Sein Sohn Hermann und Schwager Alexander Fleischhut überstanden mit der Brauerei die Kriegswirren und investierten in Sud- und Lagerkeller und den Bau einer Flaschenfüllerei.
Nach einem Brauerstudium im Wissenschaftszentrum Weihenstephan trat in den 1960er Jahren Peter Fleischhut in die Brauerei ein. Bis zu seinem krankheitsbedingten Ausscheiden 2002 hat er die Brauerei mehrfach umgebaut. Mit 45 Mitarbeitern produziert und vertreibt seine Tochter Claudia Sieben, die heutige Inhaberin in sechster Generation, gemeinsam mit Geschäftsführer Ralf Rakel heute Biere und alkoholfreie Getränke weltweit. Dazu zählen neben Deutschland, welches den größten Teil des Gesamtumsatzes ausmacht, das europäische Ausland, China und Russland.

## Sortiment
Die Brauerei produziert obergärige und untergärige Biersorten, Radler und Spezialbiere, sowie Limonaden und Mineralwasser.

### Biere
- Fürsten Pils
- Fidelis Hefe hell: Helles Weißbier mit natürlicher Hefetrübung und einem Alkoholgehalt von 5,1 % vol.
- Fidelis Hefe dunkel
- Fidelis Kristall
- Fidelis Hefe leicht
- Fidelis Hefe alkoholfrei
- Brenzkofer dunkel
- Donator: 52 Wochen gelagertes, unfiltriertes, naturtrübes Starkbier mit einem Alkoholgehalt von 8,5 % vol.
- Old Fred: Lagerbier mit fruchtiger Hopfennote (amerikanischer Cascade-Hopfen).
- Perigator: Mit schwarzen Trüffeln angereichertes Starkbier.
- Zwickel
- Spezial-Export

### Andere Getränke
- Peters Fels Tafelwasser
- King-Star Iso-Light

## Sonstiges
Die Brauerei ist Mitglied im Brauring, einer Kooperationsgesellschaft privater Brauereien aus Deutschland, Österreich und der Schweiz.